# Roupeldange
Roupeldange è un comune francese di 381 abitanti situato nel dipartimento della Mosella nella regione del Grand Est.

## Società

### Evoluzione demografica
Abitanti censiti